# Лукашева Олена Андріївна
Олена Андріївна Лукашева (нар. 1927) — радянський і російський учений-правознавець, доктор юридичних наук, член-кореспондент РАН (1997).

## Біографія
Народилася 28 липня 1927 року в місті Ізюм Харківської області.
1950 року закінчила юридичний факультет МДУ.
1955 року захистила кандидатську дисертацію «Соціалістична правосвідомість народних мас у розвитку й укоріненні законності». 1973 року — докторську дисертацію «Соціалістична правосвідомість і законність».
Із 1961 року працює в Інституті держави та права; з 1998 по 2015 роки — очолювала сектор прав людини, зараз є головним науковим співробітником цього сектора.
30 травня 1997 року обрана членом-кореспондентом РАН за Відділенням філософії, соціології, психології та права.

## Наукова діяльність
Сфера наукових інтересів: права людини, місце прав людини в соціокультурній системі цивілізацій, мораль і право, правова та соціальна держава.
Була організатором підготовки проекту Декларації права й свободи людини, яку було прийнято на останній сесії Верховної Ради СРСР 22 листопада 1991 року. Брала участь у підготовці матеріалів до проекту Конституції РФ. Один із авторів коментарів до II глави Конституції РФ.
Автор понад 200 наукових робіт, враховуючи 15 індивідуальних і колективних монографій.
Керівник програм, відповідальний редактор та співавтор низки колективних робіт (із 2000 по 2011 роки):
- «Права людини як фактор стратегії сталого розвитку» (2000);
- «Права людини: підсумки століття, тенденції, перспективи» (2002);
- «Права людини та процеси глобалізації сучасного світу» (2005);
- «Права людини та правова соціальна держава» (2011).

## Монографії
- «Соціалістична правосвідомість і законність» (1973);
- «Право, мораль, особистість» (1986);
- «Людина, право, цивілізація: нормативно-ціннісний вимір» (2009).

## Нагороди
- Заслужений юрист Російської Федерації (1994);
- Орден Пошани (2007);
- Вища юридична премія «Феміда» (2008);
- Премія імені А. Ф. Коні (2018) — за серію робіт, котрі було присвячено дослідженню цивілізаційних, нормативно-ціннісних, соціокультурних основ права.